# Unreleased Art, Vol. 3: The Croydon Concert
Unreleased Art, Vol. 3: The Croydon Concert ist ein posthumes Album des Altsaxophonisten Art Pepper. Die im Mai 1981 in Croydon, südlich von London entstandenen Aufnahmen erschienen 2008 auf Widow’s Taste, dem Label seiner Witwe Laurie Pepper. Es war das dritte Album einer Serie unveröffentlichter Art-Pepper-Aufnahmen aus dem Nachlass mit dem Titel Unreleased Art.

## Hintergrund
In den drei Jahren vor seinem Tod im Jahr 1982 tourte und trat der Altsaxophonist Art Pepper unermüdlich auf. Sein Marathonplan war ein Versuch, so Marc Myers, verlorene Jahre auszugleichen, die er mit der Bekämpfung der Drogenabhängigkeit, der Bewältigung von Gesundheitsproblemen und der Ableistung von Haftstrafen verbracht hatte. „Die Touren waren auch eine heldenhafte Anstrengung seiner Frau Laurie Pepper, um ihren Mann aktiv und kreativ zu halten.“
Im Jahr 1981 bestand Art Peppers Tourneegruppe aus Milcho Leviev am Klavier, Bob Magnusson am Bass und Carl Burnett am Schlagzeug. Wie Laurie Pepper in ihren Liner Notes berichtet, war die Beziehung zwischen Pepper und Leviev eng, aber angespannt. Im Zentrum ihrer Auseinandersetzungen stand Levievs Bedürfnis, mehr Noten zu spielen, als Pepper hinter seinen Soli wollte. Trotz Peppers Bitten, sich mehr zurückzuhalten, konnte und wollte Leviev dies nicht. The Croydon Concert ist ein (fast) vollständiger Mitschnitt eines Konzerts, das in Croydon, England, in der Fairfield Hall stattfand.

## Titelliste
- Art Pepper – Unreleased Art, Vol. 3: The Croydon Concert (Widow’s Taste APM08001)[2]

CD 1
1. Blues for Blanche 	12:41
2. Talk, Band Intro 	4:34
3. Ophelia 	11:36
4. Mambo de la Pinta 	14:48
5. Patricia 	19:43

CD 2
1. Cherokee (Ray Noble) 12:55
2. Goodbye (Gordon Jenkins) 11:58
3. Yours is My Heart Alone (Franz Lehár, Fritz Löhner-Beda, Ludwig Herzer) 9:38
4. Dedicated 	9:43
5. Make a List (Make a Wish) 	20:05

- Alle anderen Kompositionen stammen von Art Pepper.

## Rezeption
C. Michael Bailey schrieb in All About Jazz, „Sein Ton ist härter und trockener und er zeigt immer noch die Überreste von John Coltrane, der in den 1960er Jahren seine Fantasie erregte. Aber Pepper war Mitte der 1970er Jahre kein unvollendeter sich entwickelnder Künstler; Er war voll verwirklicht und im nuklearen Übergang. Er ist die musikalische Summe von allem, was er getan und gesehen hat.“
John S. Wilson lobte dieses Quartett in The New York Times, indem er sagte, sie hätten den „angeborenen rhythmischen Antrieb“ von Art Pepper noch lebhafter gemacht. Der Kritiker Gary Giddins sagte in The Village Voice, Bob Magnussons sicheres Zeitgefühl und reicher Ton im unteren Register ergänzten Peppers häufig ätherische Schachzüge und lobte Carl Burnetts dialogische Reaktionsfähigkeit.
Nach Ansicht von Marc Myers hat das Album hat eine enorme Tiefe, Pathos und Spannung. Für einen Amateurmitschnitt sei die Klangtreue sicherlich bemerkenswert. Das Album zeige lebhaft Peppers scheinbar grenzenlosen Ideenstrom. Und wie viele von Peppers Aufnahmen in seinen letzten Jahren spiegelt diese CD die Qual seines persönlichen und künstlerischen Kampfes wider. Der Klang des Mitschnitt sei so klar und klar, dass die mysteriöse Quelle der Aufnahme jemand gewesen sein muss, der sich mit der perfekten Aufnahme von Live-Musik bestens ausgekannt haben muss, meint Myers.